# Szwajcaria Lwówecka

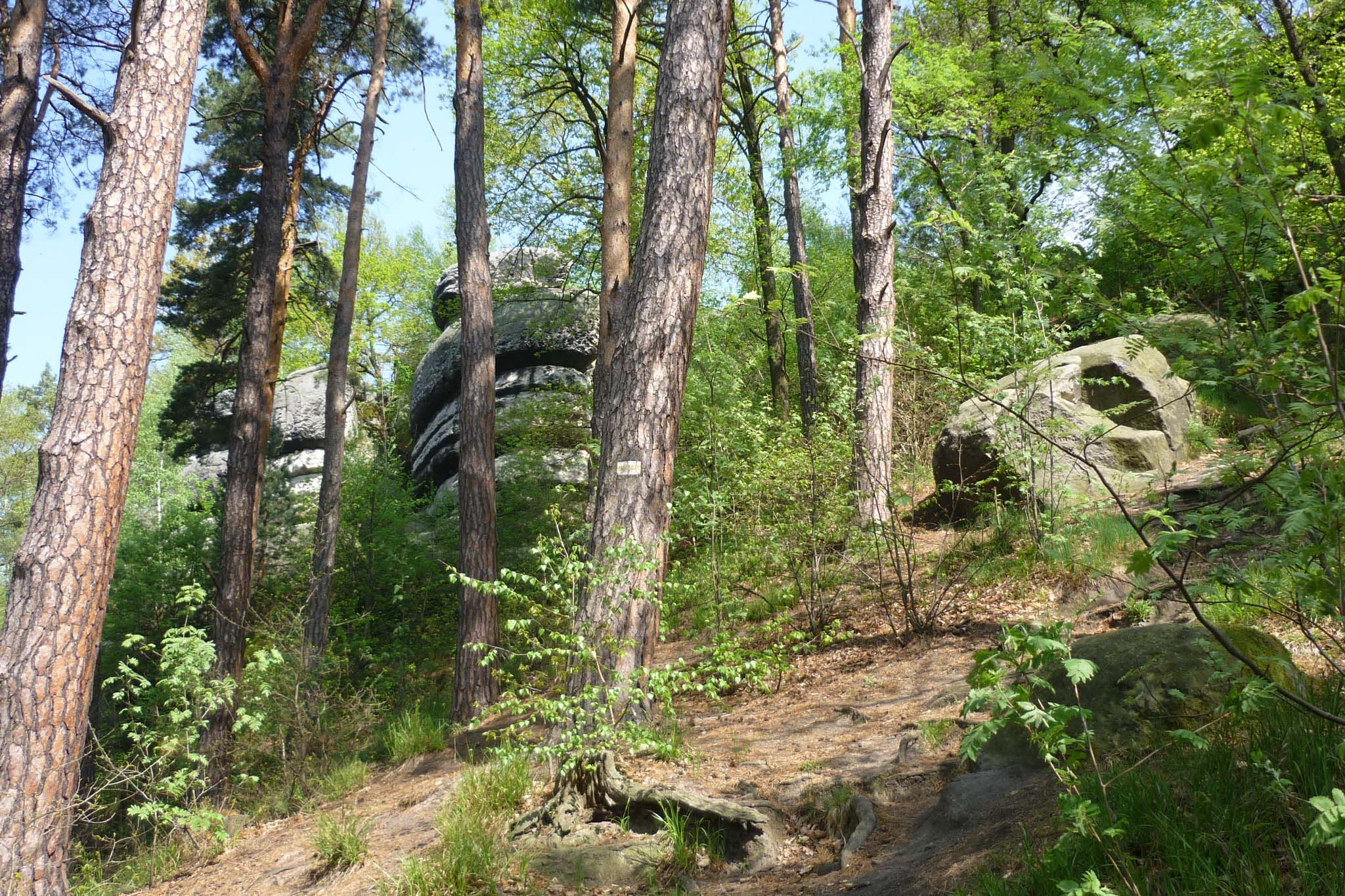
Żółty szlak prowadzący przez Szwajcarię Lwówecką

Szwajcaria Lwówecka (Lwóweckie Skały, czes. Lwówecké Švýcarsko, niem. Löwenberger Schweiz) – zgrupowanie piaskowcowych form skalnych w Lwówku Śląskim, znajdujących się w obrębie Parku Krajobrazowego Doliny Bobru, przypominających twory budujące Góry Stołowe. Szwajcaria Lwówecka położona jest na południowy wschód od centrum miasta na wysokości 250–260 m n.p.m. Tworzą ją ciekawe formy skalne oraz labirynty z urwiskami dochodzącymi do wysokości 30 m. Krajobraz taki powstał w wyniku intensywnego wietrzenia mrozowego czerwonych piaskowców triasowych oraz szarych piaskowców kredowych. Ze względu na wysokie wartości geologiczne, geomorfologiczne i florystyczne tych skał planuje się tu utworzenie rezerwatu przyrody. Nazwa nawiązuje do podobnych skał znajdujących się w Saskiej Szwajcarii w Niemczech. Według innych informacji, Szwajcaria Lwówecka zyskała swoje miano dzięki turystom odwiedzającym te tereny przed II wojną światową, porównującymi lwóweckie skały do oszałamiających, szwajcarskich masywów skalnych.
Szwajcaria Lwówecka jest najwyższą naturalną, piaskowcową formacją skalną poza Górami Stołowymi w Sudetach.
Piaskowca z okolic Lwówka Śląskiego użyto w Berlinie przy wznoszeniu gmachu Reichstagu i Bramy Brandenburskiej.

## Charakterystyka
Największe tego typu znajdujące się poza Górami Stołowymi w Sudetach. Skały rozciągają się na długości około 200 m oraz mają wysokość całkowitą wynoszącą 30–50 m (poszczególne baszty 20–30 m). Usytuowane są nad doliną potoku Srebrna - dopływem Bobru. Na formację składają się m.in. wolnostojące baszty, ambony, półki skalne, szczeliny i jaskinie szczelinowe, pomiędzy którymi prowadzą ścieżki. Przed II wojną światową Lwóweckie Skały były rezerwatem przyrody z uwagi na walory przyrodnicze i geomorfologiczne. Na szczycie skał zlokalizowany jest punkt widokowy na panoramę miasta i m.in. Karkonoszy. U podnóża Szwajcarii Lwóweckiej znajduje się bezpłatny parking i plac Lwóweckich Gwarków.

## Szlaki piesze
| Lp. | Nazwa                                                  | Przebieg | Długość  | Czas     |
| --- | ------------------------------------------------------ | --- | -------- | -------- |
| 1.  | Ścieżka dydaktyczno-przyrodnicza „Szwajcaria Lwówecka” | W obrębie Szwajcarii Lwóweckiej. Ścieżka usytuowana jest w zasięgu terytorialnym miasta Lwówek Śląski, biegnie przez lasy porastające wzgórze należące do pasma Leśnicy.                                                            | 800 m    | 1 godz.  |
| 2.  | Szlak Lwóweckich Form Skalnych                         | plac Wolności (Fontanna Sukienników) → ul. Browarna → ul. Brodatego → Góra Szpitalna → Panieńskie Skały → ul. Polna → Droga Wojewódzka nr 297 → ścieżka pieszo-rowerowa → Szwajcaria Lwówecka → Park Bucholec → Wzgórze Kombatantów | 6,6 km   | 2 godz.  |
| 3.  | Trasa Nordic Walking                                   | pl. Wolności → ul. Zamkowa → ul. Brodatego → Panieńskie Skały → ul. Polna → ul. Jaśkiewicza → plac Lwóweckich Gwarków → Szwajcaria Lwówecka → Wzgórze Kombatantów → ul. Graniczna → ul. Polna                                       | ok. 7 km | 2 godz.  |
| 4.  | Szlak żółty z Niwnic do Świerzawy                      | Niwnice → Radłówka → Lwówek Śląski → Lwóweckie Skały → Dębowy Gaj → Marczów → Łupki → Wleń → Tarczyn → Lubiechowa → Świerzawa | 47,2 km  | 14 godz. |

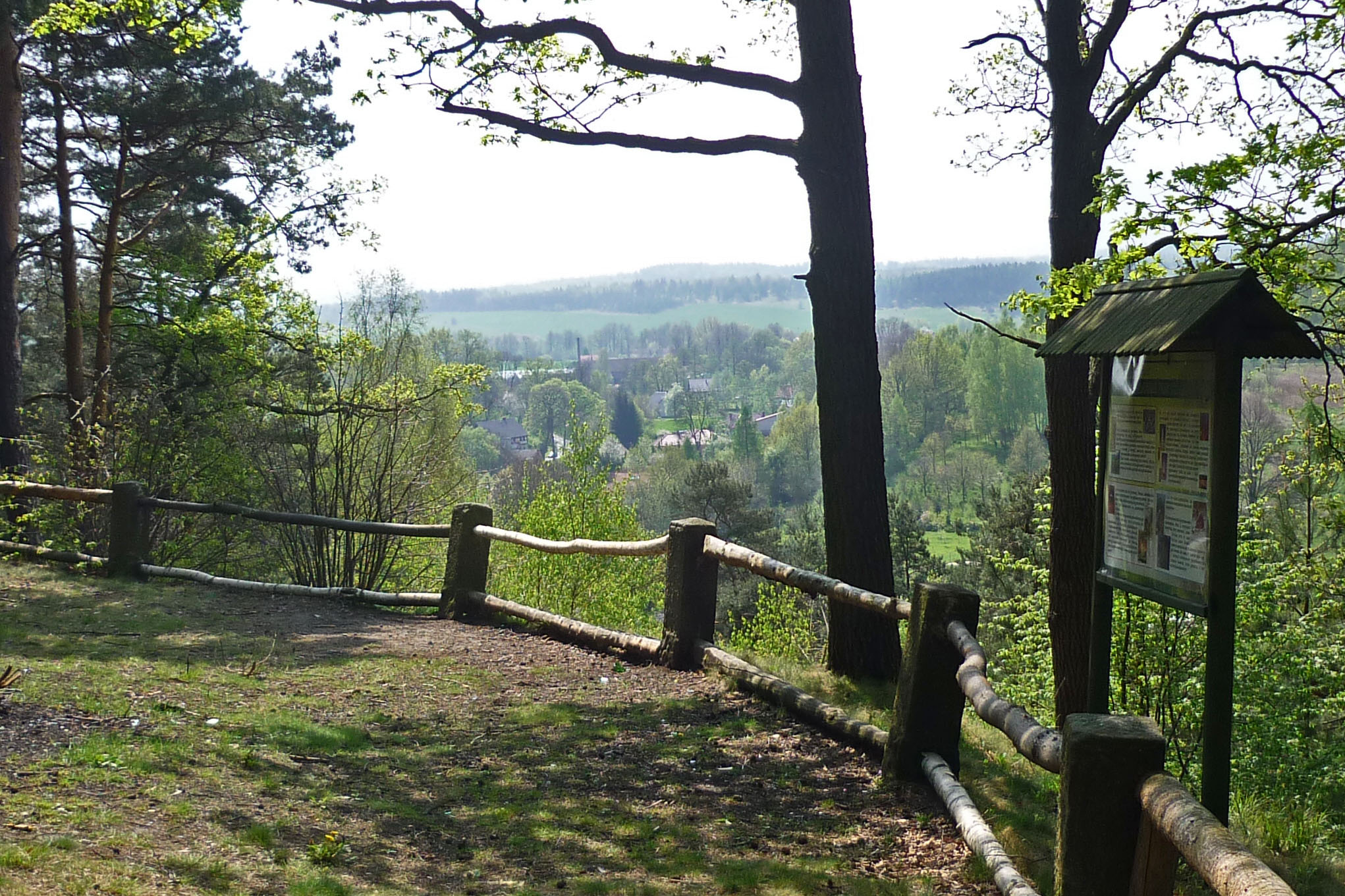
Tablica informacyjna przy szlaku na Szwajcarii Lwóweckiej

Ścieżka przyrodniczo-dydaktyczna „Szwajcaria Lwówecka” – ścieżka została utworzona przez Nadleśnictwo Lwówek Śląski w 80. rocznicę powstania Lasów Państwowych. Powstała ona przy udziale Urzędu Miasta i Gminy Lwówek Śląski, Starostwa Powiatowego oraz PTTK Oddział „Ziemi Lwóweckiej” w Lwówku Śląskim. Trasa ścieżki składa się z 8 przystanków wyposażonych w tablice edukacyjne i miejsca odpoczynku. Ścieżka zaczyna się u podnóża Szwajcarii Lwóweckiej. Kamienne schody wykute w piaskowcowej skale prowadzą się do pierwszego przystanku, gdzie na umieszczonej tam tablicy znajdują się informacje o formacji skalnej Szwajcaria Lwówecka. Lwóweckie Skały to najwyższa, naturalna, piaskowcowa formacja skalna poza Górami Stołowymi w Sudetach. Na kolejnych przystankach dowiedzieć się można o roli, jaką człowiek odgrywa będąc gościem w lesie i jak jego zachowanie może wpływać na las i zwierzęta. Na dalszych etapach ścieżki tablice informacyjne przedstawiają temat ptaków gniazdujących w podlwóweckich lasach i ich pożytecznej roli w walce ze szkodliwymi owadami. Na kolejnych tablicach znajdują się informacje na temat drzew rosnących przy ścieżce. Pozostałe tablice przedstawiają pracę leśnika, m.in.: jak powstaje las, jak jest odnawiany, pielęgnowany i ochraniany. Na ostatnim przystanku znajduje się punkt widokowy z panoramą Ziemi Lwóweckiej oraz miejscem do wypoczynku.

## Kontrowersje
Wspinaczka – w 2017 r., w reakcji na pismo prezesa Lwóweckiego Towarzystwa Regionalnego do władz gminy Lwówek Śląski postulującym za całkowitym zakazem wspinaczki na skałach w gminie Lwówek Śląski, lokalne środowisko wspinaczkowe apelowało o podpisanie petycji, która miała zapobiec ewentualnemu zakazowi wspinania na Skale z Medalionem oraz na innych skałach masywu Szwajcarii Lwóweckiej. W piśmie skierowanym do władz gminy, Robert Zawadzki, prezes Lwóweckiego Towarzystwa Regionalnego, postulował m.in. o likwidację punktów asekuracyjnych oraz całkowity zakaz wspinania. Po kilku tygodniach rozmów burmistrz Lwówka Śląskiego Mariola Szczęsna przychyliła się do petycji Fundacji Wspierania Rozwoju Wspinaczki „Wspinka” i zakaz wspinania się na Szwajcarii Lwóweckiej został odrzucony.
Barierki – ogólnopolski rozgłos Szwajcaria Lwówecka uzyskała w lutym 2019 r. po nieudolnej inwestycji na szczycie skał. Zabezpieczanie punktów widokowych na Szwajcarii Lwóweckiej poprzez montaż biało-czerwonych barierek ochronnych za ponad 120 tys. zł wywołało wiele negatywnych komentarzy i opinii odnośnie do estetyki i sposobu instalacji tych barierek. Powstała duża ilość prześmiewczych obrazków (m.in. Wielki Kanion, Wodospad Niagara czy Rysy ogrodzone jaskrawymi, biało-czerwonymi barierkami).